# アンディ・ペティット
アンドリュー・ユージーン・ペティット（Andrew Eugene Pettitte, 1972年6月15日 - ）は、アメリカ合衆国ルイジアナ州バトンルージュ出身の元プロ野球選手（投手）。左投左打。

## 経歴

### プロ入り前 
1972年6月15日、ルイジアナ州バトンルージュ生まれ。同じルイジアナ州出身のロン・ギドリーに憧れ、父から野球を教わる。少年時代にテキサス州ディアーパークへ移住してからは、ノーラン・ライアンやロジャー・クレメンスに夢中になっていった。
1990年、ディアーパーク高校卒業時のMLBドラフトにおいてニューヨーク・ヤンキースから22巡目（全体594位）指名を受ける。しかし下位指名だったことで提示された条件は良くなく、ペティットは進学を決意、早くプロになりたかったのと勉強が苦手なために4年制大学ではなく2年制のコミュニティ・カレッジであるサンジャッキント大学に進学。

### プロ入りとヤンキース時代
1991年5月、ドラフトを介さずアマチュアFAとしてヤンキースと契約し入団した。
1995年4月29日にメジャーデビューを果たした。当初はブルペンスタートで、5月にマイナー落ちも経験する。しかし半月足らずで再びメジャー昇格を果たし、5月27日メジャー初先発。以後先発ローテーションに名を連ね、最終的には31試合（先発26試合）の登板で、12勝9敗、防御率4.17という成績を記録し、新人王投票でも3位につけた。
2年目の1996年はオールスターゲームに選出され、21勝8敗で最多勝のタイトルを獲得、サイ・ヤング賞投票でもパット・ヘントゲンに6票差で2位。
1997年、リーグ1位の35試合に先発登板し、自己最多リーグ3位の240.1イニングを投げ、18勝7敗を記録した。1998年は開幕投手を務め、16勝11敗、過去3年の勝利数はジョン・スモルツの56勝に次ぐ55勝を記録し、1999年は14勝11敗。2000年は19勝9敗を記録し、9月24日のデトロイト・タイガース戦ではヤンキースの選手として史上15人目の100勝を達成。サイ・ヤング賞の投票で4位に入った。
安定した活躍でヤンキースのワールドシリーズ3連覇をふくめた1996年、1998年、1999年、2000年、2009年と5回のワールドチャンピオンに貢献した。
2002年、故障のため22試合の先発登板に留まった。
2003年はリーグ2位、自己最多タイの21勝を記録した。オフの11月6日にFAになった。

### アストロズ時代

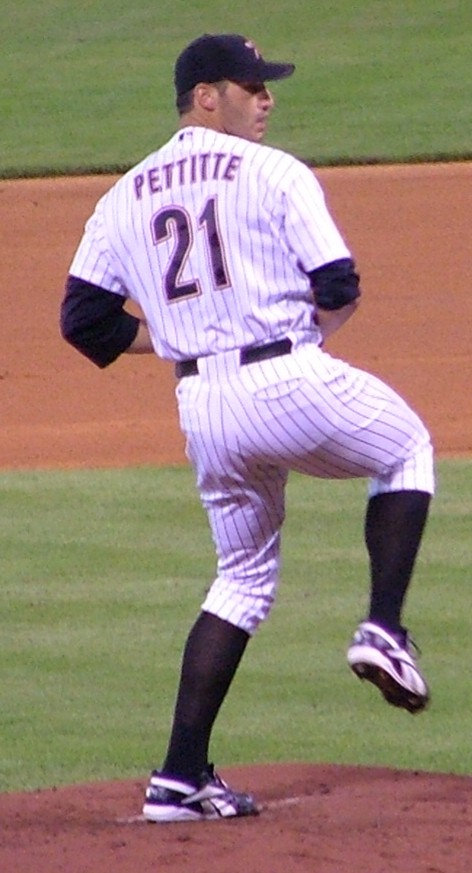
ヒューストン・アストロズ時代
（2005年8月31日）

2003年12月16日にヒューストン・アストロズと3年総額3150万ドルで契約を結んだ。ヤンキースでキャリアを全うすると考えられていたため、移籍は驚きを与えた。自宅がテキサス州にあることに加え、同年のシーズン21勝、ポストシーズン3勝という成績にもかかわらず、チームの引き止めへの熱意が薄いと感じたことが背景にあるとされる（当初のオファーは3年総額3000万ドルだった）。引き止めに失敗したヤンキースはケビン・ブラウンを獲得するなど、先発投手の緊急補強を強いられることになった。なお、ヤンキース時代のチームメートのロジャー・クレメンスも引退を撤回してアストロズへ移籍した。
2004年は左ヒジの故障で3回の故障者リスト入り（4月7日 - 29日、5月27日 - 6月28日、8月13日 - ）した。シーズン1回目の故障から復帰した4月29日のピッツバーグ・パイレーツ戦で通算150勝を達成したが、シーズン通して6勝に終わり、連続2桁勝利は9年で途切れた。
2005年は17勝9敗、ロジャー・クレメンスに次ぐリーグ2位の防御率2.39を記録し、27回（リーグ2位）のクオリティ・スタートを記録した。月間MVPの投手部門を7月と9月の2回受賞。7月には6試合に先発登板し、5勝0敗で球団史上3位なる防御率0.90を記録した。8月21日から9月20日にかけて自己最長タイとなる7戦7勝を記録した。球団史上初のワールドシリーズ進出に貢献し、カムバック賞の最終候補にノミネートされた。
2006年は自己最多タイの35試合に先発登板し、14勝を記録したが、自己最低の13敗。チームはセントルイス・カージナルスに1.5ゲーム差でプレーオフ進出はならなかった。シーズン最初の登板となった4月4日のフロリダ・マーリンズ戦で10失点（自責点7）で昨年からの連勝は7で途切れた。4月、5月、6月と3か月連続で月間防御率が5点以上だったが、8月は防御率2.27でリーグ最多の49奪三振を記録した。。

### ヤンキース復帰

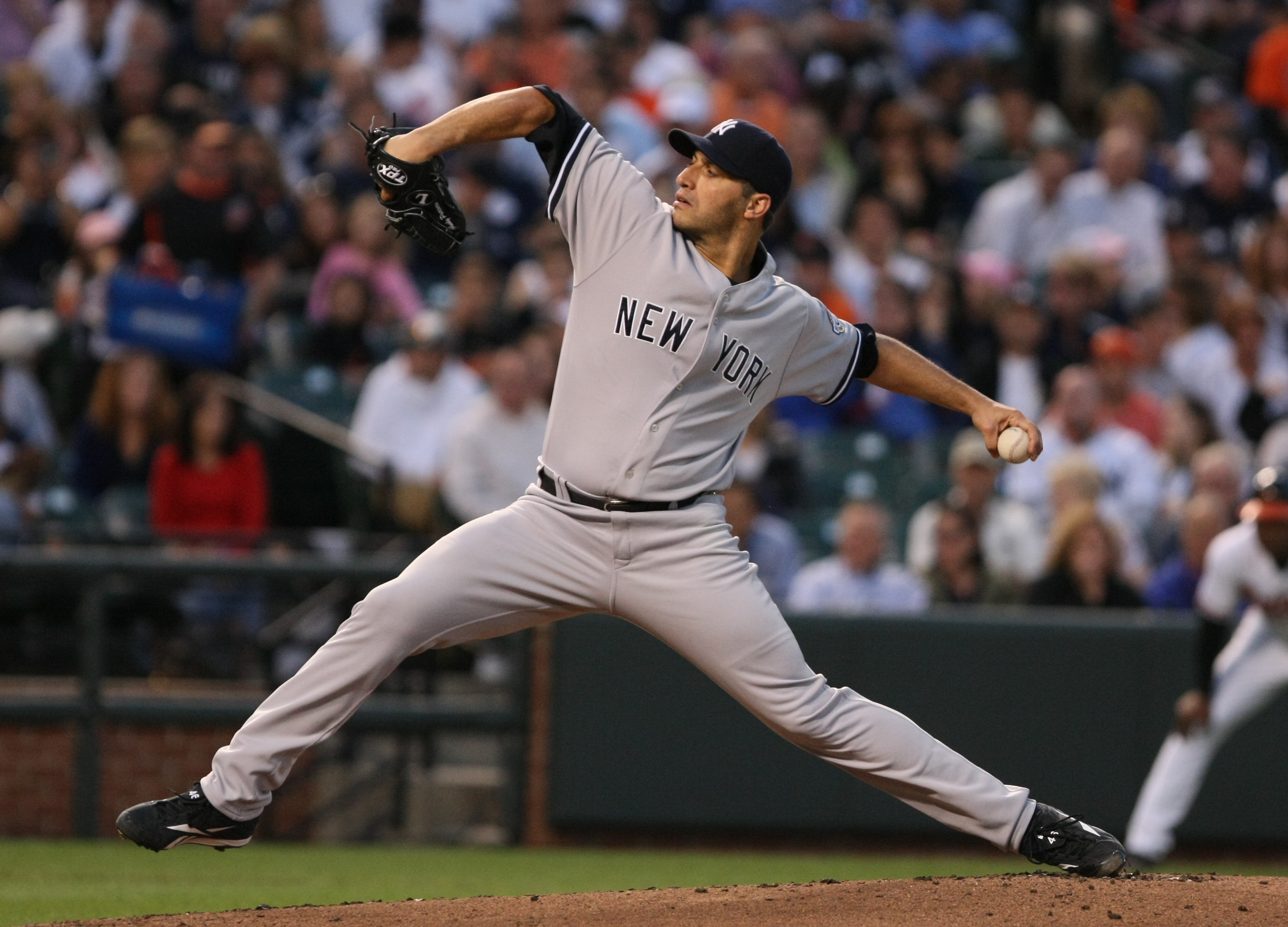
ニューヨーク・ヤンキースでの現役時代
（2009年8月31日）

2006年12月8日にヤンキースと1年総額1600万ドル（2年目はペティット側が1600万ドルのオプション）の契約で古巣に復帰した。
2007年は8月に6戦6勝、防御率2.36の成績で月間最優秀投手に選出され、月間勝利数は自己最多を更新。9月19日のオリオールズ戦では8回二死まで1点に抑え、史上110人目（左腕では27人目）となる通算200勝を達成した。リーグ1位の34試合に先発登板し、15勝9敗でヤンキース復帰1年目のシーズンを終えた。オフには1600万ドルのオプションを行使せずにFAとなったが、12月12日に1年総額1600万ドルで残留が決まった。しかし、その1日後の13日に発表された、MLBでの薬物使用の報告書「ミッチェルリポート」でペティットは2002年にHGH（ヒト成長ホルモン）を使用したとして名前が挙がった。その後、ペティットはHGHの使用を認めた。
過ちを認めたペティットに対し、ニューヨークでは好意的に受け入れられた。
2008年最初の登板となった4月5日のタンパベイ・レイズ戦では5回を5失点（自責点3）で敗戦投手となったが、ヤンキー・スタジアムのファンは歓声で迎えた。ヤンキースタジアム最終戦となった9月21日のオリオールズ戦では5回を3失点（自責点2）で勝利投手となり、ラモン・ヘルナンデスから2回に三振を奪い、通算2000奪三振を達成した。この年は、オールスター前までに10勝を記録するが、オールスター以降は防御率5.35と安定感を欠き4勝しか記録できず、防御率4.54はメジャー定着以来最悪の数字となった。オフに再びFAとなったペティットにヤンキースは1000万ドル程度の再契約をオファーするが、1600万ドル前後を求めるペティット側との交渉は難航したが、2009年1月26日に1年総額550万ドル+650万ドルの出来高でヤンキースと再契約した。
2009年は先発4番手として開幕を迎えるが、王建民の不振などで最終的には3番手に定着して14勝を記録し、ポストシーズンでも中3日で先発登板するなど健在さをアピールし、チームのワールドチャンピオンに大きく貢献した。オフにFAとなり、引退か再契約かの決断を迫られることとなったが、12月9日に1年総額1175万ドルで再契約した。
2010年は前半戦だけで10勝を記録し、9年ぶりにオールスター出場を果たした。しかし後半戦は故障で長期離脱し、6年ぶりに規定投球回数到達を逃した。終盤に復帰し、地区シリーズのツインズ戦ではポストシーズン19勝目を挙げ、自身の記録を伸ばした。

### 最初の引退
2011年2月4日、気力の衰えを理由に現役引退を表明した。

### 現役復帰と2度目の引退
2012年3月16日、現役復帰しヤンキースとマイナー契約を結んだことが発表された。シーズン途中で打球を足に受けて離脱するなどのアクシデントはあったが、登板試合は概ね安定した投球を見せ、ポストシーズンでも2試合好投するなど健在ぶりをアピールした。オフの12月に1年総額1200万ドルで契約を延長。
2013年1月に第3回ワールド・ベースボール・クラシック（WBC）のアメリカ合衆国代表に選出されたが、ヤンキースのホームページを通じて辞退を表明。9月20日に2度目にして正式に現役引退を表明した。9月28日のヒューストン・アストロズ戦での最終登板を7年ぶりの完投勝利で飾った。このシーズンは11勝11敗で終え、18年連続のシーズン勝ち越しはならなかったものの、それでも全シーズン負け越しなしの記録は維持した。

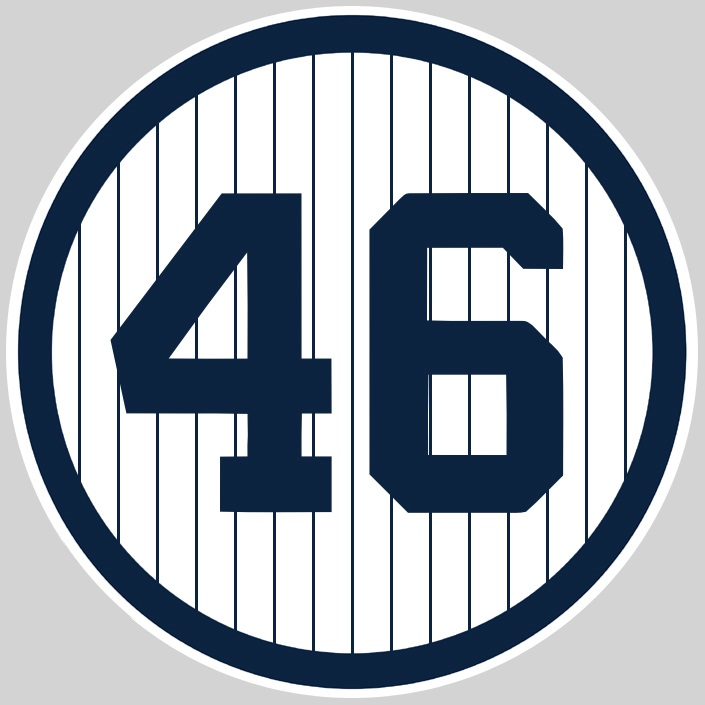
ペティットのヤンキース在籍時の背番号「46」。
ニューヨーク・ヤンキースの永久欠番に2015年指定。

引退の翌々年になる2015年にペティットのヤンキース在籍時につけていた背番号『46』は、かつてのチームメイトであるホルヘ・ポサダの『20』とバーニー・ウィリアムスの『51』とともに永久欠番に指定された。

## 選手としての特徴・人物
長身から繰り出す90mph前後の速球と曲がり幅の大きいカーブにカッターやチェンジアップなど多彩な変化球を持ち、それらをコーナーに決められる優れた制球が武器。
ゆったりとした投球フォームからの素早い牽制はメジャートップクラスで、統計のある1974年以降2012年までに、MLB最多の102個成功させている。
ポストシーズンにも強く、通算19勝は単独で歴代1位。
子供の頃のヒーローだったクレメンスが1999年にヤンキースに移籍してきてから、ペティットはクレメンスを師と仰ぎ、一緒にトレーニングをしている。クレメンスが引退を撤回し、アストロズへ移籍した時もペティットの説得が大きかったという。

## 詳細情報

### 年度別投手成績
| 年 度     | 球 団     | 登 板 | 先 発 | 完 投 | 完 封 | 無 四 球 | 勝 利 | 敗 戦 | セ 丨 ブ | ホ 丨 ル ド | 勝 率 | 打 者 | 投 球 回 | 被 安 打 | 被 本 塁 打 | 与 四 球 | 敬 遠 | 与 死 球 | 奪 三 振 | 暴 投 | ボ 丨 ク | 失 点 | 自 責 点 | 防 御 率 | W H I P |
| --------- | --------- | ----- | ----- | ----- | ----- | -------- | ----- | ----- | -------- | ----------- | ----- | ----- | -------- | -------- | ----------- | -------- | ----- | -------- | -------- | ----- | -------- | ----- | -------- | -------- | ------- |
| 1995      | NYY       | 31    | 26    | 3     | 0     | 0        | 12    | 9     | 0        | --          | .571  | 745   | 175.0    | 183      | 15          | 63       | 3     | 1        | 114      | 8     | 1        | 86    | 81       | 4.17     | 1.41    |
| 1996      | NYY       | 35    | 34    | 2     | 0     | 0        | 21    | 8     | 0        | --          | .724  | 929   | 221.0    | 229      | 23          | 72       | 2     | 3        | 162      | 6     | 1        | 105   | 95       | 3.87     | 1.36    |
| 1997      | NYY       | 35    | 35    | 4     | 1     | 1        | 18    | 7     | 0        | --          | .720  | 986   | 240.1    | 233      | 7           | 65       | 0     | 3        | 166      | 7     | 0        | 86    | 77       | 2.88     | 1.24    |
| 1998      | NYY       | 33    | 32    | 5     | 0     | 0        | 16    | 11    | 0        | --          | .593  | 932   | 216.1    | 226      | 20          | 87       | 1     | 6        | 146      | 5     | 0        | 110   | 102      | 4.24     | 1.45    |
| 1999      | NYY       | 31    | 31    | 0     | 0     | 0        | 14    | 11    | 0        | 0           | .560  | 851   | 191.2    | 216      | 20          | 89       | 3     | 3        | 121      | 3     | 1        | 105   | 100      | 4.70     | 1.59    |
| 2000      | NYY       | 32    | 32    | 3     | 1     | 0        | 19    | 9     | 0        | 0           | .679  | 903   | 204.2    | 219      | 17          | 80       | 4     | 4        | 125      | 2     | 3        | 111   | 99       | 4.35     | 1.46    |
| 2001      | NYY       | 31    | 31    | 2     | 0     | 0        | 15    | 10    | 0        | 0           | .600  | 858   | 200.2    | 224      | 14          | 41       | 3     | 6        | 164      | 2     | 2        | 103   | 89       | 3.99     | 1.32    |
| 2002      | NYY       | 22    | 22    | 3     | 1     | 1        | 13    | 5     | 0        | 0           | .722  | 570   | 134.2    | 144      | 6           | 32       | 2     | 4        | 97       | 2     | 1        | 58    | 49       | 3.27     | 1.31    |
| 2003      | NYY       | 33    | 33    | 1     | 0     | 0        | 21    | 8     | 0        | 0           | .724  | 896   | 208.1    | 227      | 21          | 50       | 3     | 1        | 180      | 5     | 0        | 109   | 93       | 4.02     | 1.33    |
| 2004      | HOU       | 15    | 15    | 0     | 0     | 0        | 6     | 4     | 0        | 0           | .600  | 346   | 83.0     | 71       | 8           | 31       | 2     | 0        | 79       | 4     | 0        | 37    | 36       | 3.90     | 1.23    |
| 2005      | HOU       | 33    | 33    | 0     | 0     | 0        | 17    | 9     | 0        | 0           | .654  | 875   | 222.1    | 188      | 17          | 41       | 0     | 3        | 171      | 2     | 0        | 66    | 59       | 2.39     | 1.03    |
| 2006      | HOU       | 36    | 35    | 2     | 1     | 0        | 14    | 13    | 0        | 0           | .519  | 929   | 214.1    | 238      | 27          | 70       | 9     | 2        | 178      | 2     | 1        | 114   | 100      | 4.20     | 1.44    |
| 2007      | NYY       | 36    | 34    | 0     | 0     | 0        | 15    | 9     | 0        | 1           | .625  | 916   | 215.1    | 238      | 16          | 69       | 1     | 1        | 141      | 3     | 0        | 106   | 97       | 4.05     | 1.43    |
| 2008      | NYY       | 33    | 33    | 0     | 0     | 0        | 14    | 14    | 0        | 0           | .500  | 881   | 204.0    | 233      | 19          | 55       | 4     | 7        | 158      | 6     | 1        | 112   | 103      | 4.54     | 1.41    |
| 2009      | NYY       | 32    | 32    | 0     | 0     | 0        | 14    | 8     | 0        | 0           | .636  | 834   | 194.2    | 193      | 20          | 76       | 1     | 4        | 148      | 3     | 0        | 101   | 90       | 4.16     | 1.38    |
| 2010      | NYY       | 21    | 21    | 0     | 0     | 0        | 11    | 3     | 0        | 0           | .786  | 536   | 129.0    | 123      | 13          | 41       | 3     | 3        | 101      | 2     | 0        | 52    | 47       | 3.28     | 1.27    |
| 2012      | NYY       | 12    | 12    | 0     | 0     | 0        | 5     | 4     | 0        | 0           | .556  | 303   | 75.1     | 65       | 8           | 21       | 0     | 0        | 69       | 1     | 0        | 26    | 24       | 2.87     | 1.14    |
| 2013      | NYY       | 30    | 30    | 1     | 0     | 0        | 11    | 11    | 0        | 0           | .500  | 784   | 185.1    | 198      | 17          | 48       | 1     | 4        | 128      | 6     | 0        | 85    | 77       | 3.74     | 1.33    |
| MLB：18年 | MLB：18年 | 531   | 521   | 26    | 4     | 2        | 256   | 153   | 0        | 1           | .626  | 14074 | 3316.0   | 3448     | 288         | 1031     | 42    | 55       | 2448     | 69    | 11       | 1572  | 1418     | 3.85     | 1.35    |

- 各年度の太字はリーグ最高

### 年度別守備成績
| 年 度 | 球 団 | 投手（P） | 投手（P） | 投手（P） | 投手（P） | 投手（P） | 投手（P） |
| 年 度 | 球 団 | 試 合     | 刺 殺     | 補 殺     | 失 策     | 併 殺     | 守 備 率  |
| ----- | ----- | --------- | --------- | --------- | --------- | --------- | --------- |
| 1995  | NYY   | 31        | 5         | 27        | 1         | 0         | .970      |
| 1996  | NYY   | 35        | 6         | 38        | 3         | 2         | .936      |
| 1997  | NYY   | 35        | 9         | 44        | 1         | 4         | .981      |
| 1998  | NYY   | 33        | 11        | 37        | 1         | 5         | .980      |
| 1999  | NYY   | 31        | 5         | 38        | 2         | 3         | .956      |
| 2000  | NYY   | 32        | 17        | 33        | 4         | 3         | .926      |
| 2001  | NYY   | 31        | 9         | 40        | 0         | 2         | 1.000     |
| 2002  | NYY   | 22        | 8         | 27        | 2         | 0         | .946      |
| 2003  | NYY   | 33        | 7         | 29        | 6         | 1         | .857      |
| 2004  | HOU   | 15        | 6         | 17        | 1         | 0         | .958      |
| 2005  | HOU   | 33        | 12        | 40        | 1         | 3         | .981      |
| 2006  | HOU   | 36        | 2         | 31        | 2         | 2         | .943      |
| 2007  | NYY   | 36        | 13        | 28        | 1         | 2         | .976      |
| 2008  | NYY   | 33        | 6         | 30        | 2         | 2         | .947      |
| 2009  | NYY   | 32        | 3         | 27        | 2         | 1         | .938      |
| 2010  | NYY   | 21        | 3         | 15        | 3         | 1         | .857      |
| 2012  | NYY   | 12        | 1         | 12        | 0         | 0         | 1.000     |
| 2013  | NYY   | 30        | 7         | 30        | 3         | 4         | .925      |
| MLB   | MLB   | 531       | 130       | 543       | 35        | 35        | .951      |

- 各年度の太字はリーグ最高

### タイトル
- 最多勝利：1回（1996年）

### 表彰
- ウォーレン・スパーン賞：1回（2003年）
- ピッチャー・オブ・ザ・マンス：5回（1997年4月、2002年9月、2005年7月・9月、2007年8月）
- リーグチャンピオンシップシリーズMVP：1回（2001年）

### 記録
- MLBオールスターゲーム選出：3回（1996年、2001年、2010年）

### 背番号
- 46（1995年 - 2003年、2007年 - 2010年、2012年 - 2013年）※ニューヨーク・ヤンキースの永久欠番
- 21（2004年 - 2006年）